# Återfödelsen
Återfödelsen (Renaixement) és una pel·lícula de zombis sueca de 2010. La pel·lícula va ser el projecte de grau del director Hugo Lilja del Dramatiska Institutet i protagonitzada per Jonatan Rodriguez, Emelie Jonsson i Anna Uddenberg.

## Argument
Han passat 30 anys des de l'esclat dels zombis i la gent va començar a domesticar zombis perquè treballessin com a mà d'obra barata. La pel·lícula representa una parella jove, Katrin i Mark, que lluiten contra l'avorriment quotidià del seu treball de captura de zombis i la seva relació problemàtica.

## Repartiment
- Jonathan Rodríguez – Mark
- Emelie Jonsson – Katrin
- Anna Uddenberg - la mare
- Anneli Martini – Rotmeier
- Albin Grenholm – Fredrik
- Jacob Mohlin – Morgan
- Peter Järn – el demògraf
- Peter Carlberg – Bengt
- Fredrik Wagner – Johannes
- Pia Nilsson – Emilie
- Tomas Glaving - el guàrdia
- Petter Sandzén – Kenneth
- Maria Eggers – el sacerdot
- Tobias Centerwall - Intel·ligent
- Ismet Sabaredzovic – Katec

## Producció
Återfödelsen va ser produïda per Bonnie Skoog Feeney i rodada a partir d'un guió de Lilja. Va ser fotografiada per Benjam Orre i editada per Rickard Krantz i Max Arehn. Es va estrenar el 19 de novembre de 2010 al Festival de Cinema d'Estocolm. L'any següent també es va mostrar, entre d'altres, al Festival de Cinema de Göteborg, al Festival de Curtmetratges d'Uppsala i a Sveriges Television.

## Premis
La pel·lícula ha estat guardonada amb diversos premis. Al Festival de Cinema d'Estocolm 2010, va rebre el Premi 1 km Film. El 2011 va guanyar el premi al millor curtmetratge europeu al Festival Internacional de Cinema de Berlín i va ser nominat al mateix festival per un Ós d'Or al millor curtmetratge. Al Festival Internacional de Cinema de Chicago de 2011, la pel·lícula va rebre el premi Silver Hugo i va ser nominada al millor curtmetratge. Als 24ns Premis del Cinema Europeu 2011 la pel·lícula va ser nominada a la categoria de millor curtmetratgei al XLIV Festival Internacional de Cinema Fantàstic de Catalunya 2011 va guanyar un premi en la mateixa categoria.Al Festival Internacional de Curtmetratges de Clermont-Ferrand va guanyar el Premi Canal +.